# نعيمة فاكهة محرمة (فلم)
نعيمة فاكهة محرمة هو فيلم دراما مصري من إخراج أحمد السبعاوي وبطولة مديحة كامل، فاروق الفيشاوي، سعيد صالح، يونس شلبي، فريدة سيف النصر ومريم فخر الدين، صدر الفيلم في 2 أبريل 1984.

## نبذه
تهرب نعيمة من كل الظروف السيئة التي تحيط بها، وتركب القطار للإسكندرية، وفي القطار تتعرف على أرملة شابة معها طفلها وهى في طريقها لعائلة زوجها الثرية، وتتوفى الأرملة فجأة وتجد نعيمة الأوراق والطفل بين يديها، ويقع محمود شقيق زوجها المتوفي في حبها ويطلب منها الزواج ويحاول أن يدفعها لكي توافق على الزواج منه.

## طاقم العمل
- مديحة كامل بدور نعيمة
- فاروق الفيشاوي بدور محمود
- سعيد صالح بدور المعلم شعبان
- يونس شلبي بدور حنفي

## وصلات خارجية
- مقالات تستعمل روابط فنية بلا صلة مع ويكي بيانات